# Big Nose Kate
Mary Katherine Horony Cummings, mera känd som "Big Nose Kate", men även som Kate Fisher, Kate Elder och Kate Cummings, född 7 november 1850 i Pest, Budapest, Ungern, död 2 november 1940 i Prescott, Arizona, var en amerikansk prostituerad, känd från Vilda Västerns legendflora. Hon är mest känd för sitt stormiga förhållande med Doc Holliday.
Hon föddes i Ungern som dotter till läkaren och läraren Mihály Horony, och kom till USA med sin familj som tioåring. Efter att ha blivit föräldralös som femtonåring placerades hon på fosterhem, men rymde året därpå. År 1874 noteras hon ha varit verksam som prostituerad i St Louis. Hon mötte Doc Holliday när hon arbetade som prostituerad i Dodge City 1876, och de hade ett till- och från-förhållande fram till 1880/82, men levde ofta åtskilda. Enligt hennes egna uppgifter gifte de sig 1877. Doc Holliday ska ha betraktat henne som sin jämlike. Hon var med honom i Tombstone 1880, där deras gräl väckte uppseende. Doc Holliday avled 1887, och hon gifte sig 1890 med en smed, och drev en tid ett bageri. År 1931 ansökte hon framgångsrikt om att få en plats på ett ålderdomshem för gamla nybyggarpionjärer.